# L’enfant au ballon
L’enfant au ballon (französisch für „Das Kind mit dem Ballon“) ist ein 42-sekündiger Kurzfilm der Gebrüder Lumiére aus dem Jahre 1896. Er handelt von einem Jungen, der an der Hand seiner Mutter in einer Parkanlage spazieren geht. Als die Mutter sich auf eine Parkbank setzt, hält das Kind den Ballon fest. Zwei Arbeiter, einer trägt eine Leiter, kommen vorbei. Dabei erschrickt das Kind und lässt den Ballon los. Er steigt in die Höhe auf, und die vier Personen stellen sich in den Kreis und sehen dem Ballon hinterher.